# Blanice
Blanice, Vodňanská Blanice (niem. Flanitz, w dolnym biegu Blanitz) – rzeka w południowych Czechach w dorzeczu Łaby, w kraju południowoczeskim. Prawy dopływ Otavy.
Jej długość wynosi 93,3 km, zaś powierzchnia zlewiska 860,5 km². Zajmuje 29. miejsce pod względem długości czeskich rzek.
Źródła na północnych zboczach góry Lysá, na Pogórzu Żelnawskim (czes. Želnavská hornatina). Płynie na północ. Przepływa przez Arnoštov, Spálenec, Záblatí, Husinec, Těšovice, Strunkovice nad Blanicí, Blanice, Bavorov, Krašlovice, Vodňany, Milenovice, Protivín, Myšenec, Maletice, Heřmaň oraz Putim. W miejscowości Husinec na rzece znajduje się zapora wodna Husinec. Do Otavy wpada poniżej miasta Putim.

## Większe dopływy
- Puchéřský potok (prawy, 7,5 km)
- Cikánský potok (lewy, 11,1 km)
- Živný potok (prawy, 11,4 km)
- Libotyňský potok (lewy, 13,5 km)
- Dubský potok (lewy, 14,4 km)
- Zlatý potok (prawy, 35,5 km)
- Bílský potok (lewy, 9 km)
- Radomilický potok (prawy, 21,3 km)
- Divišovka (prawy, 7,5 km)
- Tálínský potok (prawy, 7 km)
- Skalský potok (lewy, 11 km)

## Nazwa rzeki
Nazwa rzeki wzięła się od przymiotnika blanná, który w języku staroczeskim oznaczał łąkę lub pastwisko.

## Galeria zdjęć

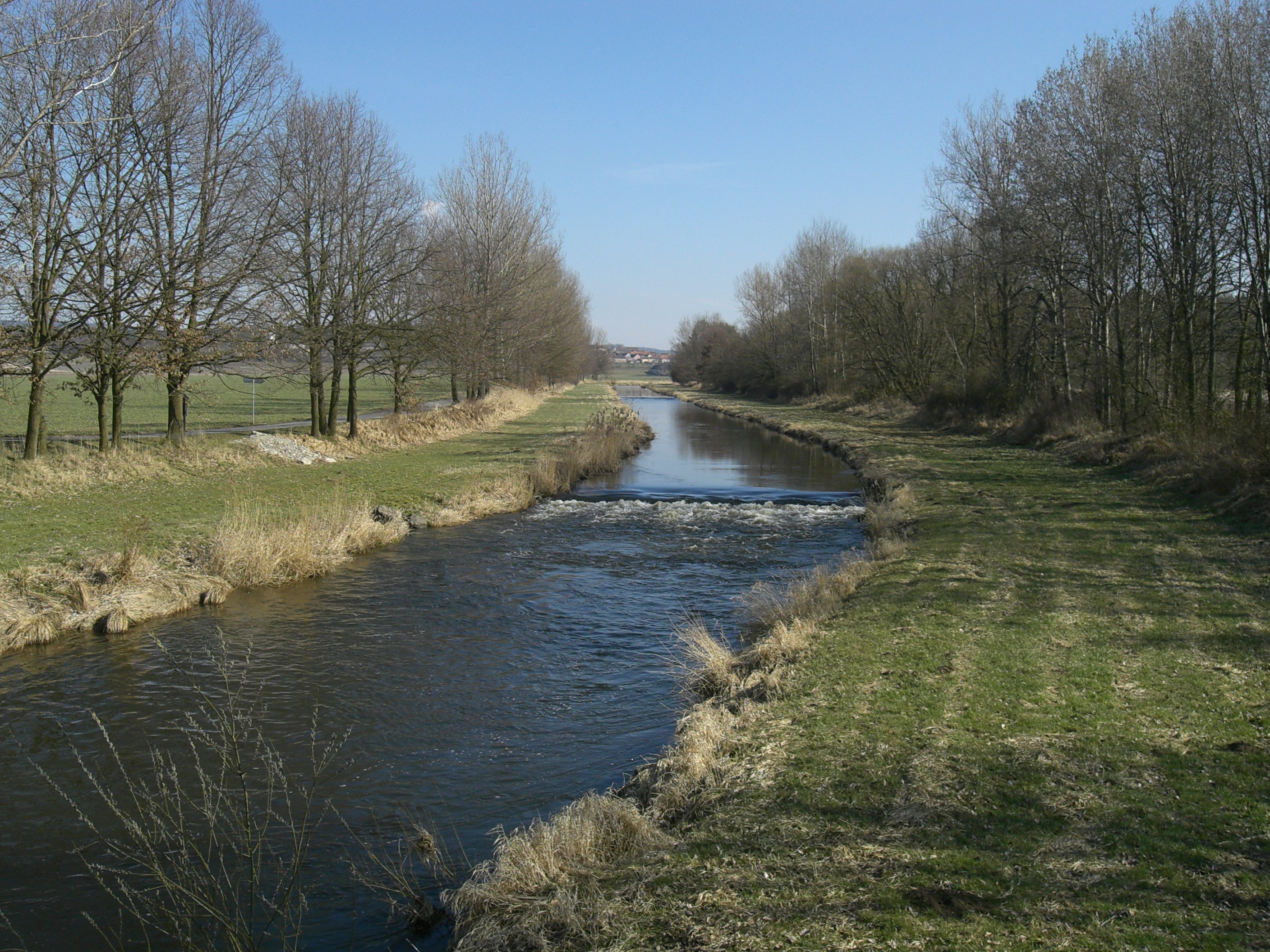
Zdjęcie rzeki niedaleko Klokočína
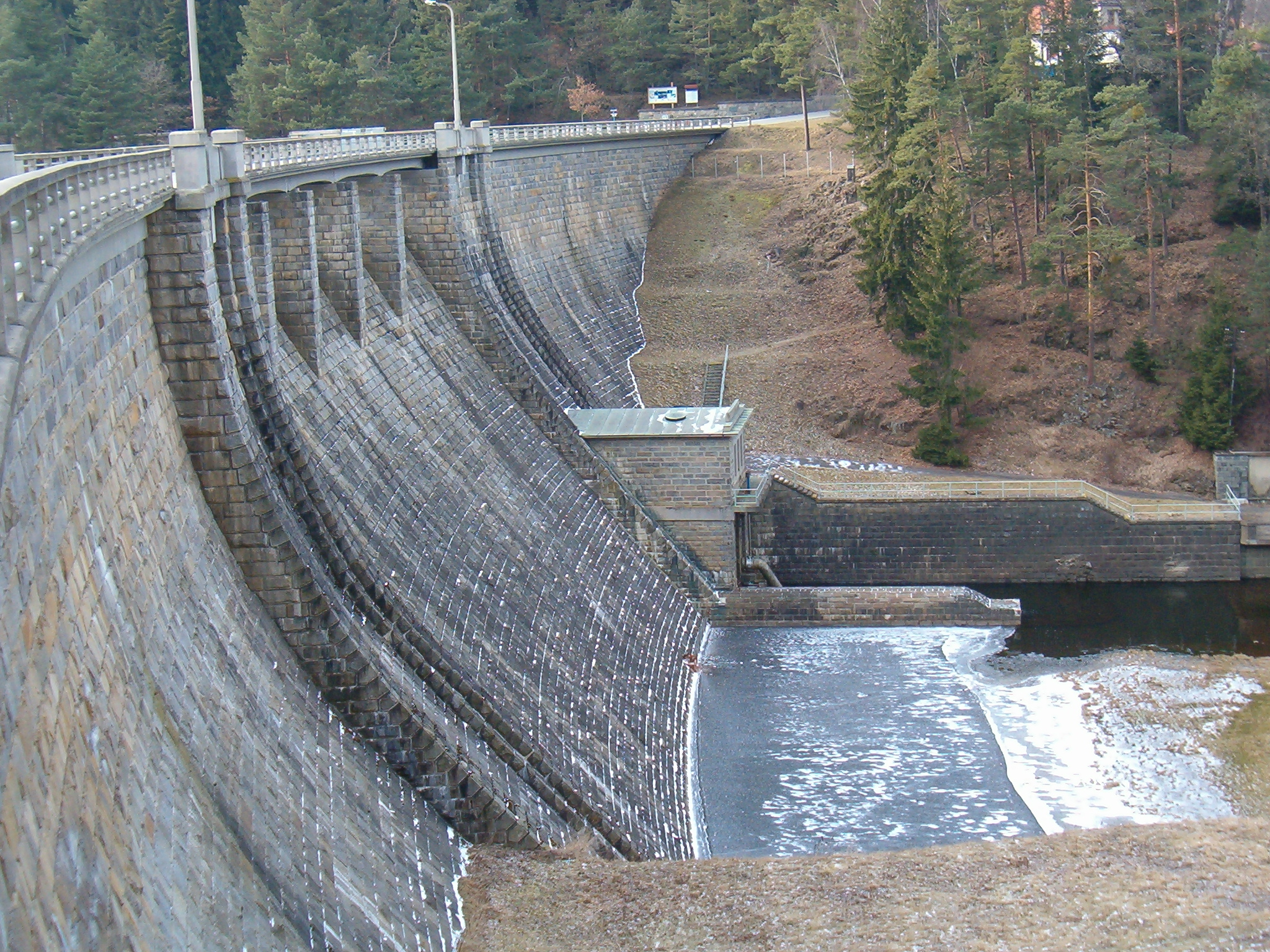
Zapora Husinec
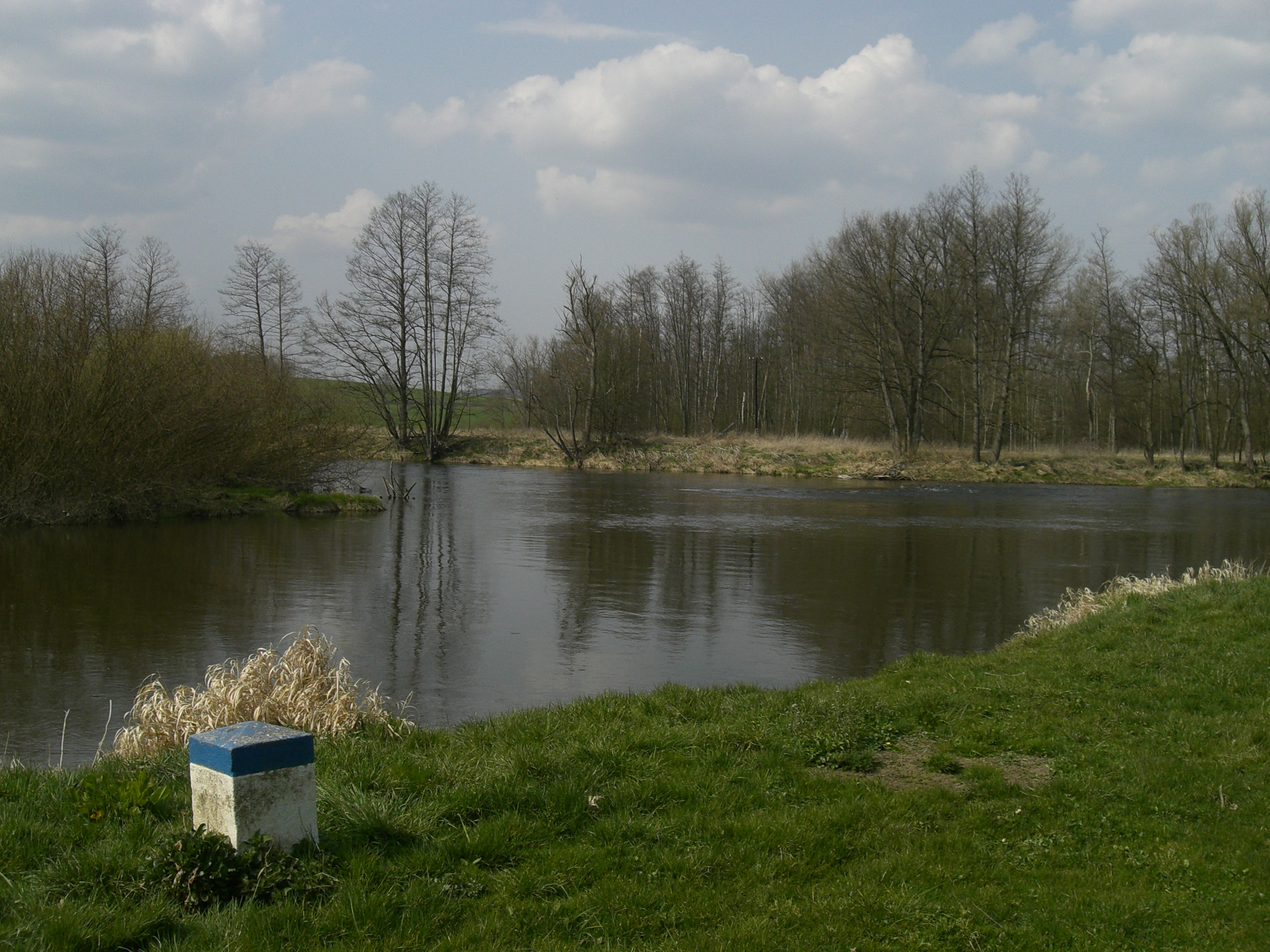
Ujście do Otavy
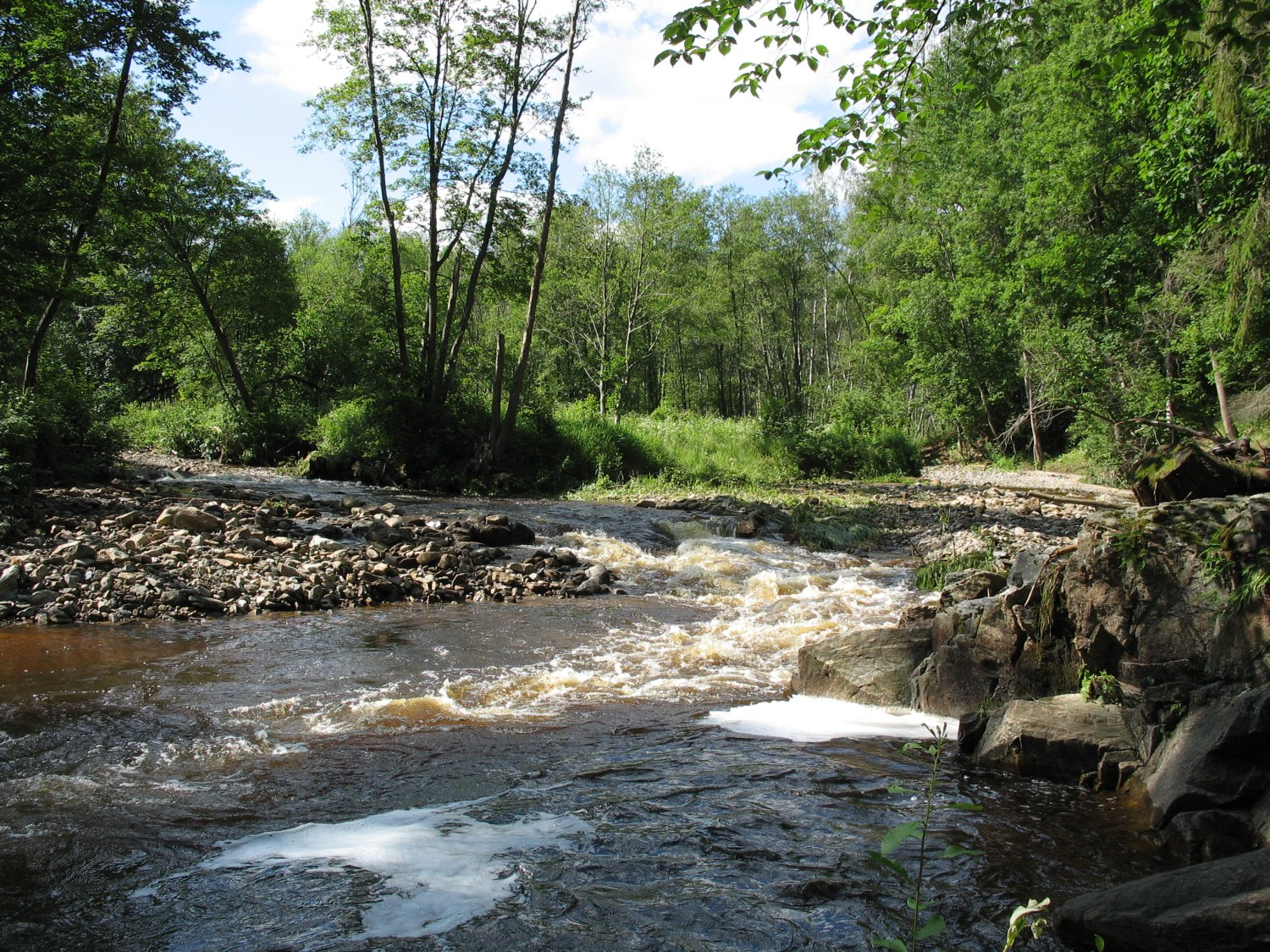
Zdjęcie rzeki w rezerwacie przyrody Na soutoku